# Bataille de Yorktown
 (avril 2023).
La mise en forme du texte ne suit pas les recommandations de Wikipédia : il faut le « wikifier ».
Les points d'amélioration suivants sont les cas les plus fréquents. Le détail des points à revoir est peut-être précisé sur la page de discussion.
- Les titres sont pré-formatés par le logiciel. Ils ne sont ni en capitales, ni en gras.
- Le texte ne doit pas être écrit en capitales (les noms de famille non plus), ni en gras, ni en italique, ni en « petit »…
- Le gras n'est utilisé que pour surligner le titre de l'article dans l'introduction, une seule fois.
- L'italique est rarement utilisé : mots en langue étrangère, titres d'œuvres, noms de bateaux, etc.
- Les citations ne sont pas en italique mais en corps de texte normal. Elles sont entourées par des guillemets français : « et ».
- Les listes à puces sont à éviter, des paragraphes rédigés étant largement préférés. Les tableaux sont à réserver à la présentation de données structurées (résultats, etc.).
- Les appels de note de bas de page (petits chiffres en exposant, introduits par l'outil «  Source ») sont à placer entre la fin de phrase et le point final[comme ça].
- Les liens internes (vers d'autres articles de Wikipédia) sont à choisir avec parcimonie. Créez des liens vers des articles approfondissant le sujet. Les termes génériques sans rapport avec le sujet sont à éviter, ainsi que les répétitions de liens vers un même terme.
- Les liens externes sont à placer uniquement dans une section « Liens externes », à la fin de l'article. Ces liens sont à choisir avec parcimonie suivant les règles définies. Si un lien sert de source à l'article, son insertion dans le texte est à faire par les notes de bas de page.
- La présentation des références doit suivre les conventions bibliographiques. Il est recommandé d'utiliser les modèles {{Ouvrage}}, {{Chapitre}}, {{Article}}, {{Lien web}} et/ou {{Bibliographie}}. Le mode d'édition visuel peut mettre en forme automatiquement les références.
- Insérer une infobox (cadre d'informations à droite) n'est pas obligatoire pour parachever la mise en page.

Pour une aide détaillée, merci de consulter Aide:Wikification.
Si vous pensez que ces points ont été résolus, vous pouvez retirer ce bandeau et améliorer la mise en forme d'un autre article.
Pour la guerre de Sécession, voir Siège de Yorktown (1862).
Guerre d'indépendance des États-Unis
Batailles
La bataille de Yorktown se déroule en Virginie du 28 septembre au 19 octobre 1781, lors de la guerre d'indépendance des États-Unis. Elle oppose les insurgés américains et leurs alliés français commandés par le comte de Rochambeau aux Britanniques commandés par Lord Cornwallis. Après 21 jours de combat, ce dernier se rend, avec le quart des forces britanniques engagées dans la guerre ; la bataille signe la défaite certaine de la Grande-Bretagne.

## Contexte
Lorsque les généraux Rochambeau et Washington se rencontrent à Wethersfield dans le Connecticut le 22 mai 1781 pour décider de la stratégie à adopter face aux Britanniques, ils ont l'intention de marcher sur New York, occupée par 10 000 hommes sous les ordres de Sir Henry Clinton, le plus haut gradé des commandants britanniques.
Pendant ce temps, l'information parvient au général La Fayette que Lord Cornwallis a pris position à Yorktown en Virginie près de la rivière York. Avant de se rabattre sur la bourgade virginienne, Cornwallis campait avec ses 7 500 hommes dans les colonies du Sud. Il en occupait une bonne partie, mais fut obligé d'abandonner ses positions pour se ravitailler et permettre à ses soldats de reprendre des forces à Yorktown. Ceux-ci étaient très exposés à la malaria, qui joua un rôle important dans l'affaiblissement ultérieur de ses forces. De plus, ses effectifs avaient aussi fondu en raison de la campagne que Nathanael Greene avait menée sans relâche contre ses troupes depuis deux ans. Clinton souhaite aussi ce mouvement sur Yorktown afin que les troupes puissent faire corps avec la Royal Navy.
Rochambeau prend la décision de marcher sur Yorktown, contrairement à la décision précédente — prise en commun avec Washington — et sans le dire à ce dernier. Washington, ayant appris la position des Britanniques en juillet, accepte avec beaucoup de récriminations cette décision de mener les troupes françaises et américaines en Virginie, espérant que Cornwallis maintienne ses forces à Yorktown. Contrairement à ce qu'il affirmera plusieurs années plus tard, Washington n'a donc pas joué de rôle réel dans la définition de la stratégie autour de la bataille de Yorktown, celle-ci ayant été faite par les Français.
Concernant les opérations navales, l'espoir est à l'évidence aussi français, Washington a la confirmation, le 14 août, que l'amiral de Grasse, qui était jusqu'alors aux Antilles, mouillait désormais dans la baie de Chesapeake avec une puissante flotte de vingt-huit navires.

## La bataille

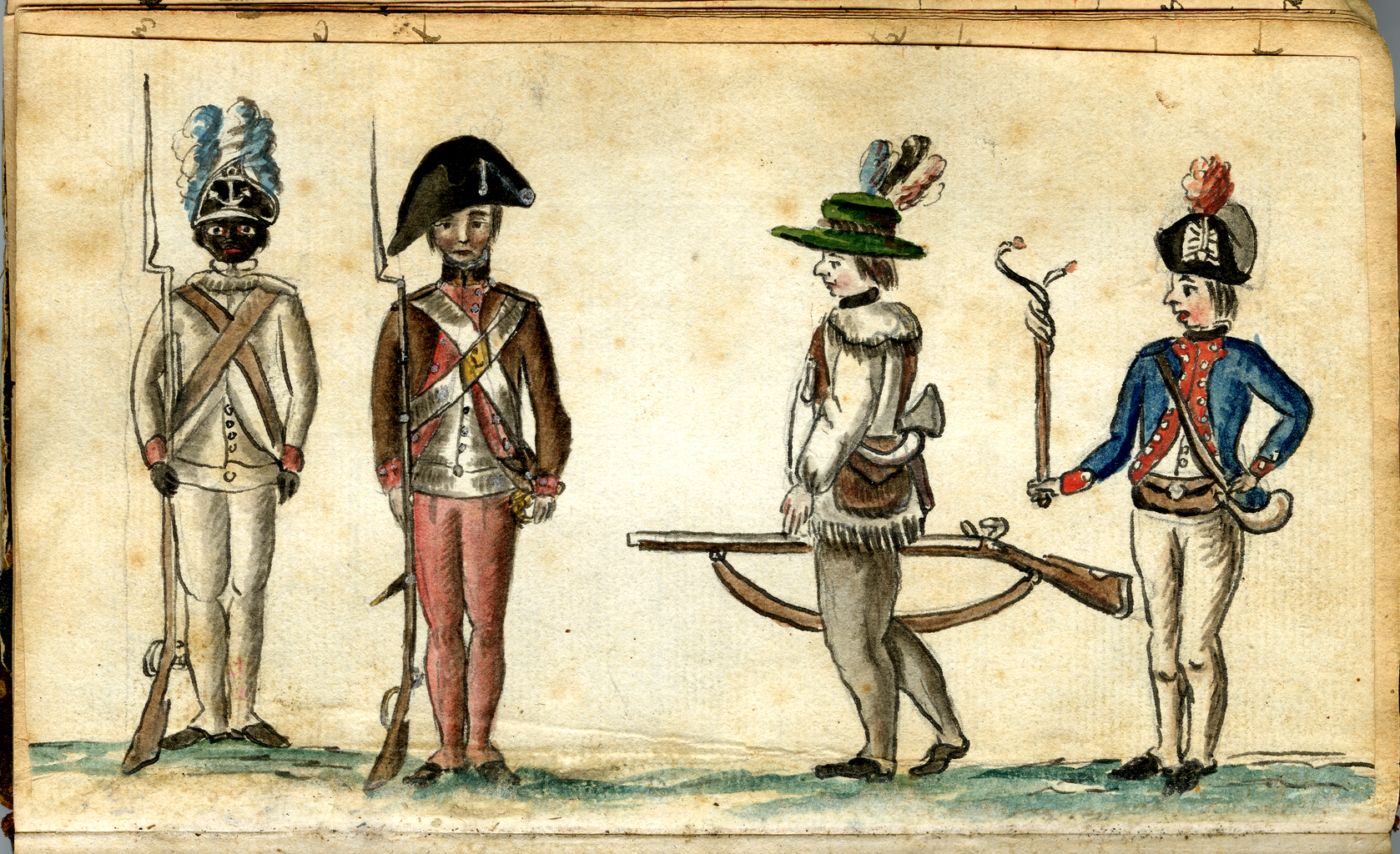
Soldats américains et français lors du siège du Yorktown, par Jean-Baptiste-Antoine de Verger. De gauche à droite : un soldat noir du Régiment de First Rhode Island, un milicien de Nouvelle-Angleterre, un fusilier de la Frontière de l'Ouest, et un officier français.

La bataille se déroule donc à Yorktown, colonie de Virginie assiégée depuis plusieurs semaines. D'un côté, on trouve 7 500 Britanniques commandés par Lord Charles Cornwallis, et de l'autre 8 845 insurgés américains, les volontaires de La Fayette, menés par le colonel Armand, marquis de la Rouërie, et George Washington, ainsi que les 6 000 hommes du corps expéditionnaire français de Rochambeau (10 800 Français au total).

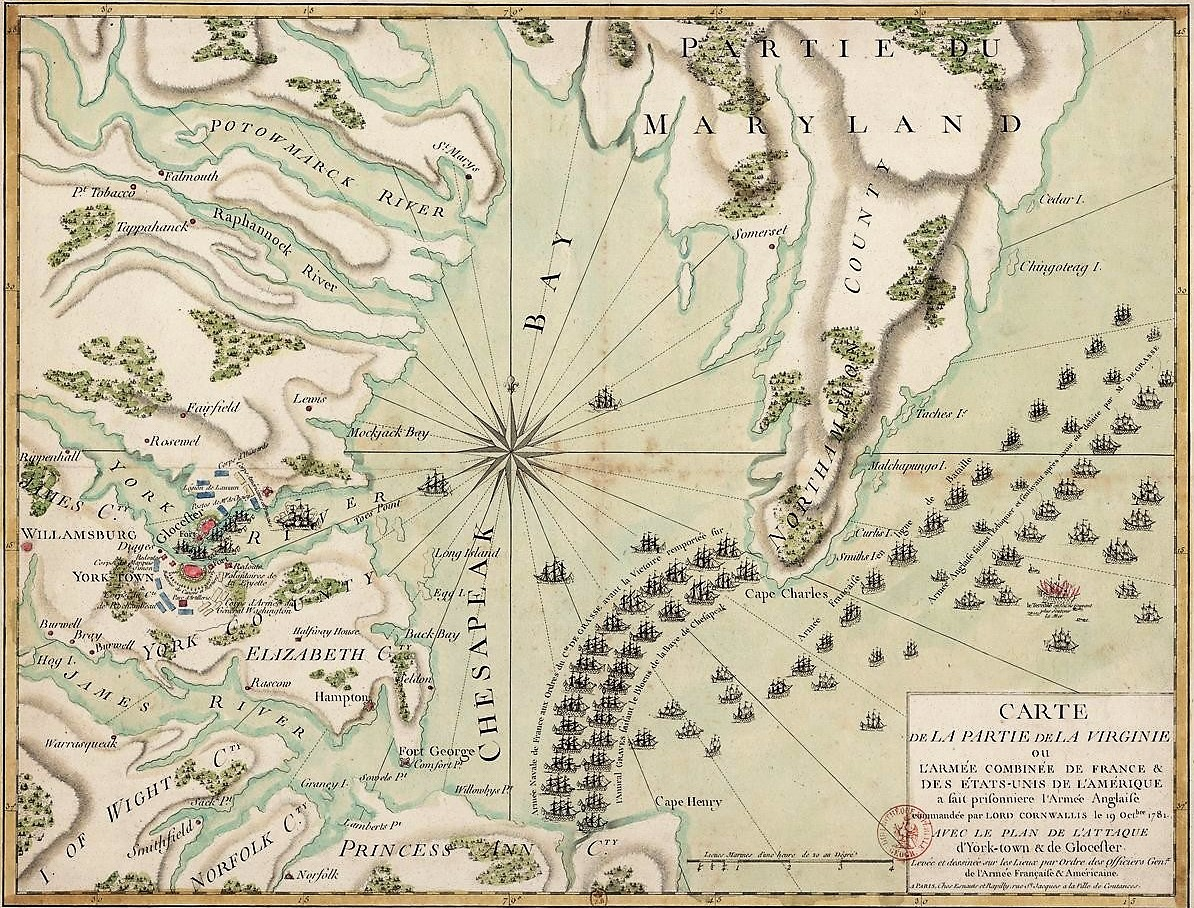
Carte de la partie de la Virginie où l'armée combinée de France et des États-Unis d'Amérique a fait prisonnière l'armée Anglaise commandée par Lord Cornwallis, le 19 octobre 1781

La flotte française assure le blocus du port de Yorktown empêchant tout ravitaillement des Britanniques par la mer (bataille de la baie de Chesapeake), tandis que les troupes terrestres franco-américaines encerclent la ville.
Après avoir pris les redoutes et bastions qui devaient la défendre, l'armée franco-américaine assiège la ville. L'artillerie française montre son efficacité. C'est la première utilisation du nouveau type d'artillerie conçu par Gribeauval.
Lord Cornwallis se rend. Prétendant être malade, il envoie un de ses subordonnés remettre son épée aux vainqueurs. À Londres, la défaite provoqua le renvoi du cabinet de Lord North, qui fut remplacé par des whigs favorables à la paix.

## Les Canadiens français à la bataille de Yorktown
Plusieurs Canadiens français ont pris part à la bataille de Yorktown. Ainsi, par exemple, le major Clément Gosselin, Germain Dionne et plusieurs autres combattent avec La Fayette et Washington. La défaite britannique amène 40 000 loyalistes britanniques à se réfugier au Québec et en Nouvelle-Écosse, sur une population de 90 000 francophones. Ce sera la création du Canada anglais.
Louis-Philippe de Vaudreuil, petit-fils d'un gouverneur de Nouvelle-France probablement né en Nouvelle-France, est amiral dans la marine française à la bataille de la baie de Chesapeake devant Yorktown. Né à Québec, Jacques Bedout, lieutenant de frégate français (plus tard contre-amiral), est quant à lui sur la frégate la Railleuse.

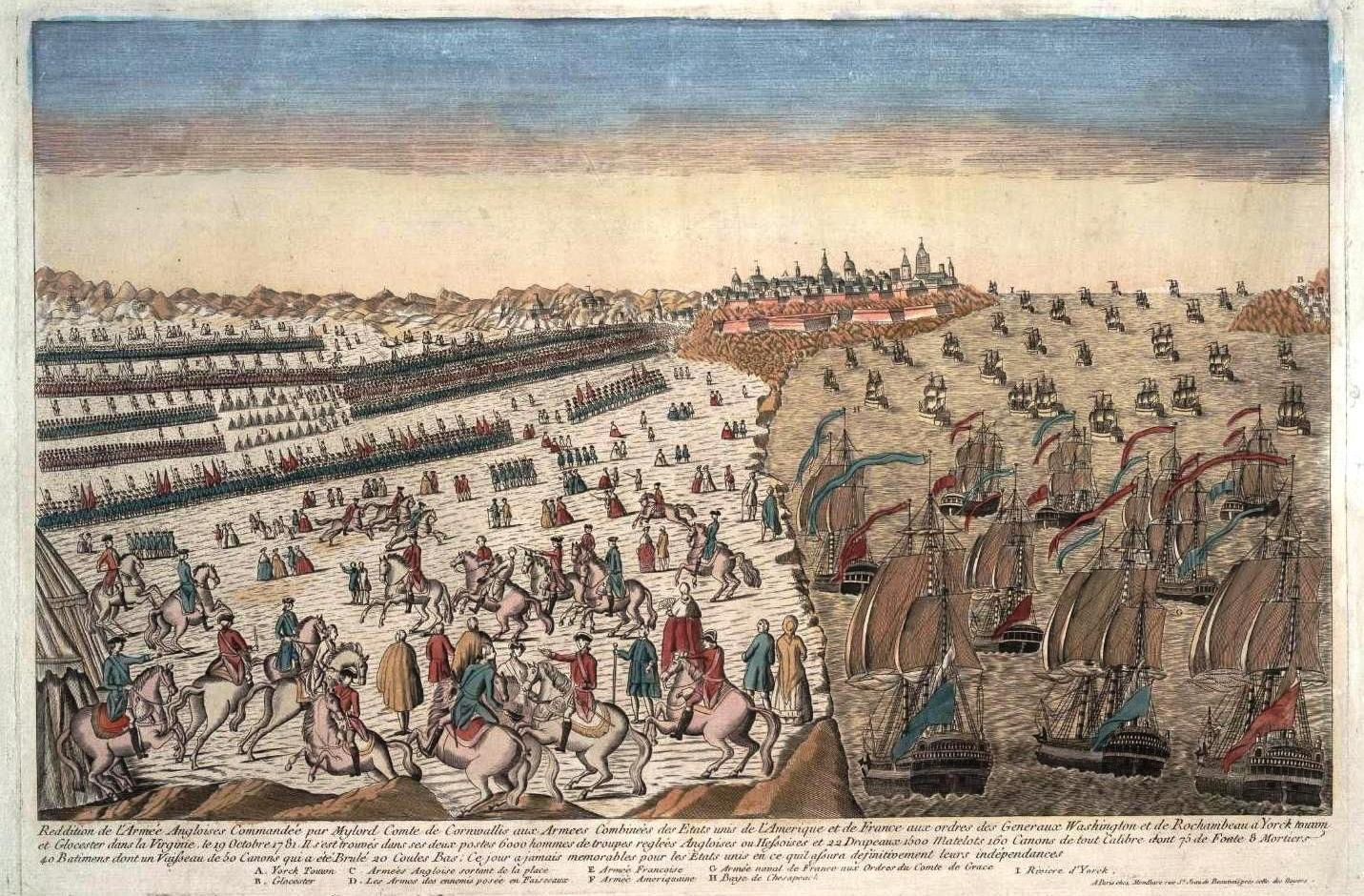
Vue générale de la capitulation de Yorktown le 19 octobre 1781, avec le blocus de la flotte française
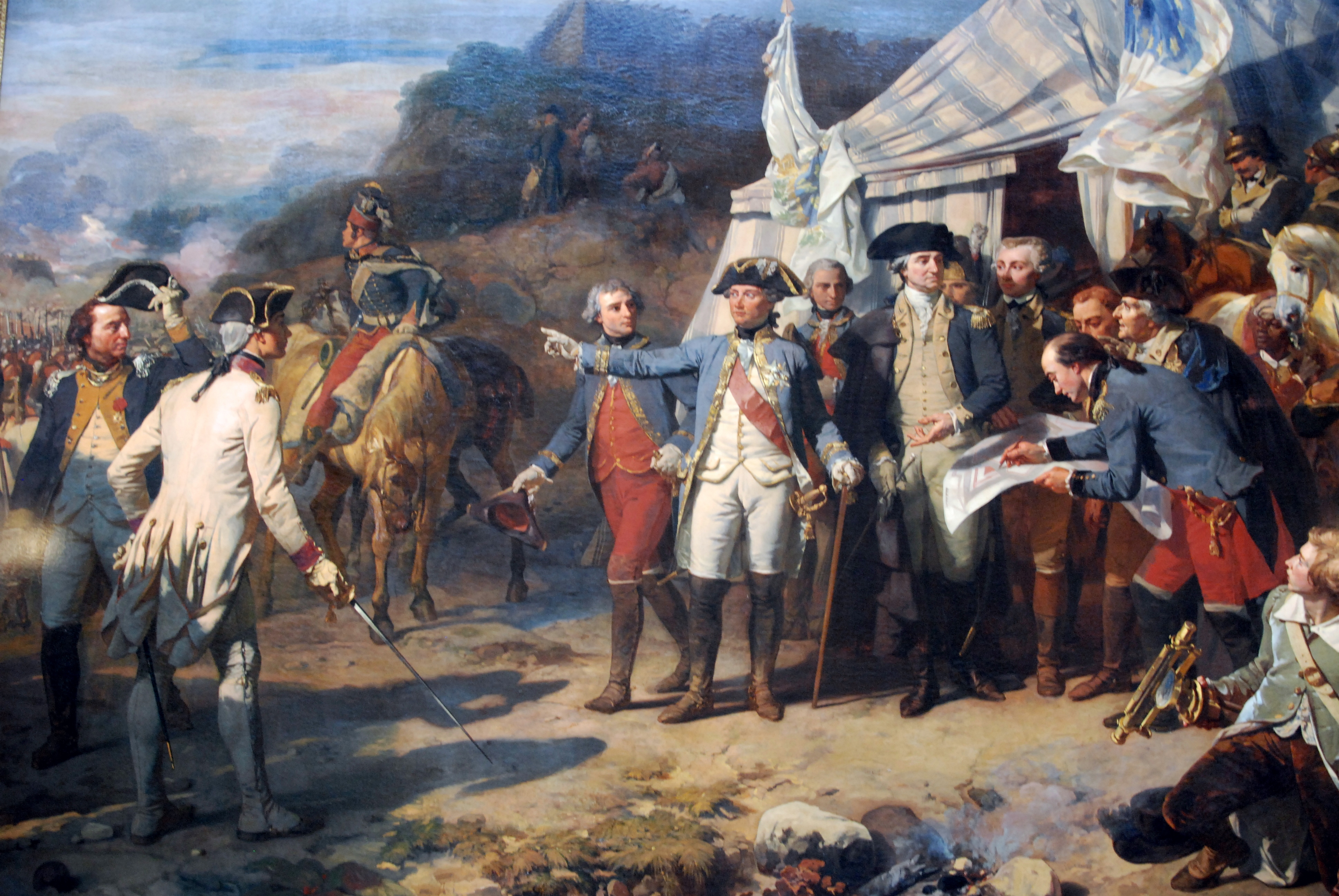
Prise de Yorktown, Auguste Couder (1836).
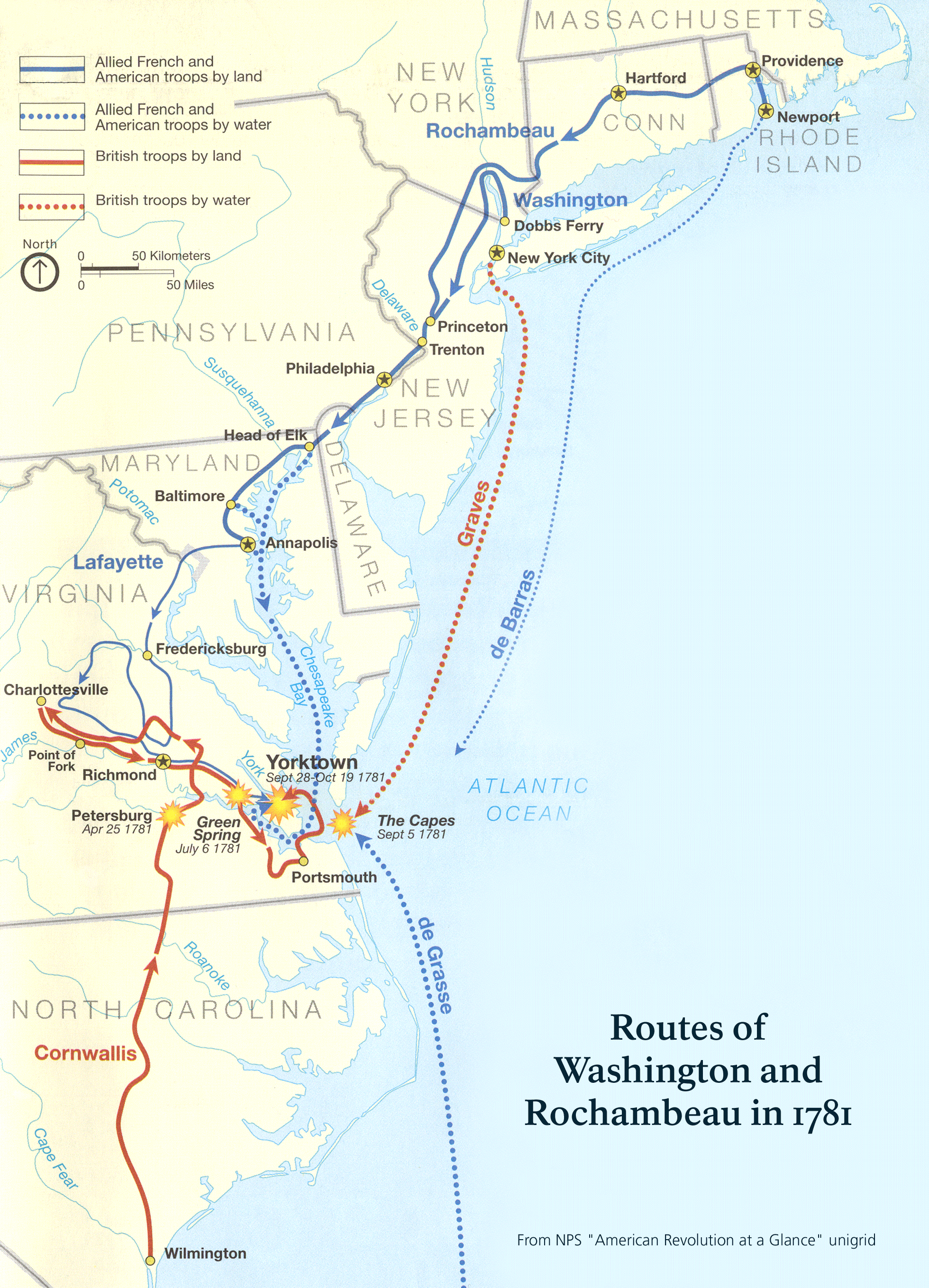
Opérations navales et terrestres conduisant à la bataille de Yorktown.
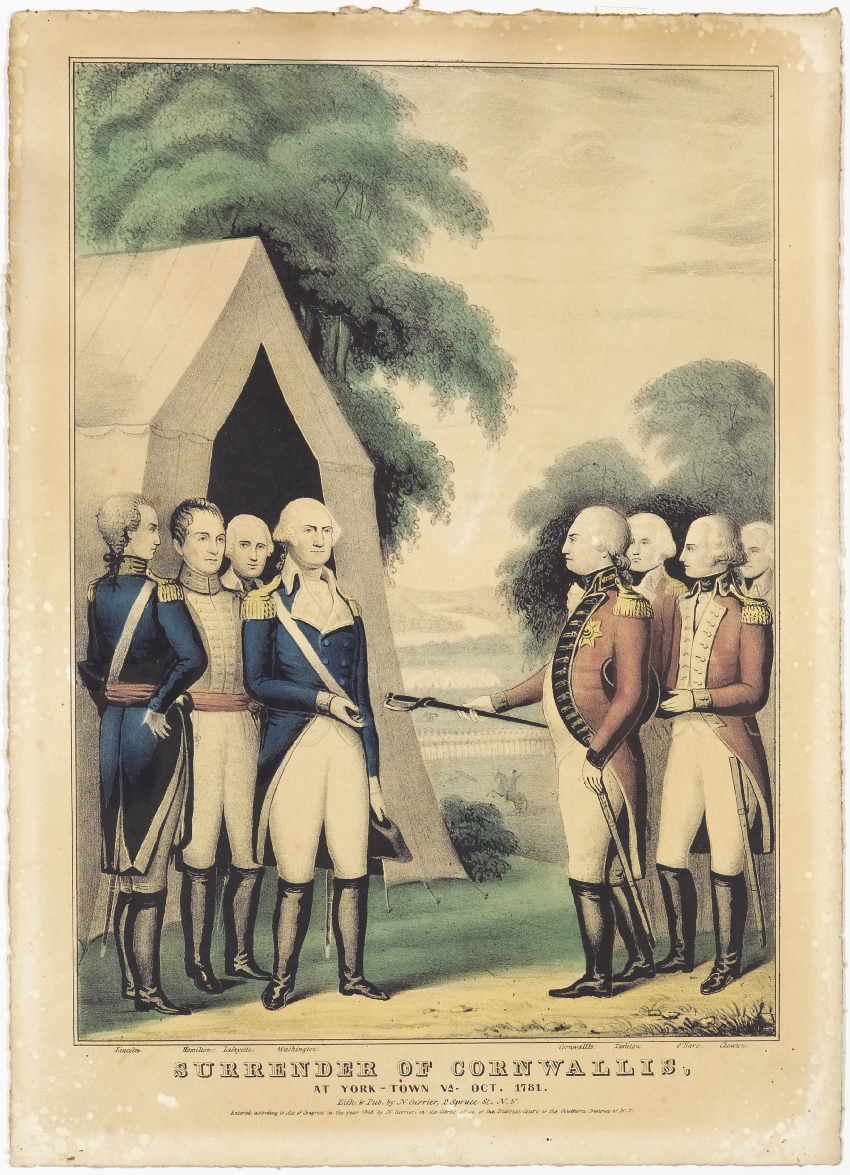
Capitulation de Cornwallis. À « York-town » en 1781, par Nathaniel Currier.  D'Amour Museum of Fine Arts. Quoique Cornwallis soit représenté sur cette gravure, il refusa de se montrer, prétextant être malade.

## Ordre de bataille
| commandant en chef : Lord Cornwallis 8 000 hommes - Brigade of Foot Guards (O’Hara) - Light Infantry Brigade (Abercrombie) - 1st Brigade (Yorke) - 2nd Brigade (Dundas) - Loyalistes - Contingent allemand : - Ansbach-Bayreuth (von Voigt) - Hessen-Kassel (von Fuchs) |  | commandant en chef : comte de Rochambeau 11 000 hommes - Marine : amiral de Grasse - Artillerie : colonel d'Aboville - Cavalerie - Légion des volontaires étrangers de Lauzun : colonel propriétaire Armand-Louis de Gontaut Biron, duc de Lauzun - Infanterie - Brigade Bourbonnais - Régiment de Bourbonnais : colonel marquis de Laval - Régiment Royal Deux-Ponts : colonel comte de Deux-Ponts - Brigade Soissonnais - Régiment de Soissonnais : colonel marquis de Saint-Maime - Régiment de Saintonge : colonel marquis de Custine - Brigade Agenois - Régiment d'Agénois : colonel marquis d'Audechamp - Régiment de Gatinais : lieutenant-colonel de L'Estrade - Régiment de Touraine (non embrigadé) : colonel vicomte de Poudenx - Régiment du Port-au-Prince : colonel Joseph de Gripière, marquis de Laval commandant en chef : George Washington 6 000 hommes second du général : Alexander Hamilton - Light Division (La Fayette) - 1st Brigade (Muhlenberg) - 2nd Brigade (Hazen) - 2nd Division (Benjamin Lincoln) - 1st Brigade (Clinton) - 2nd Brigade (Dayton) - 3rd Division (Friedrich Wilhelm von Steuben) - 1st Brigade (Wayne) - 2nd Brigade (Gist) - Virginia Militia (Nelson) - 1st Brigade (Weedon) - 2nd Brigade (Lawson) - 3rd Brigade (Stevens) |